# Schatzfund von Vindelev

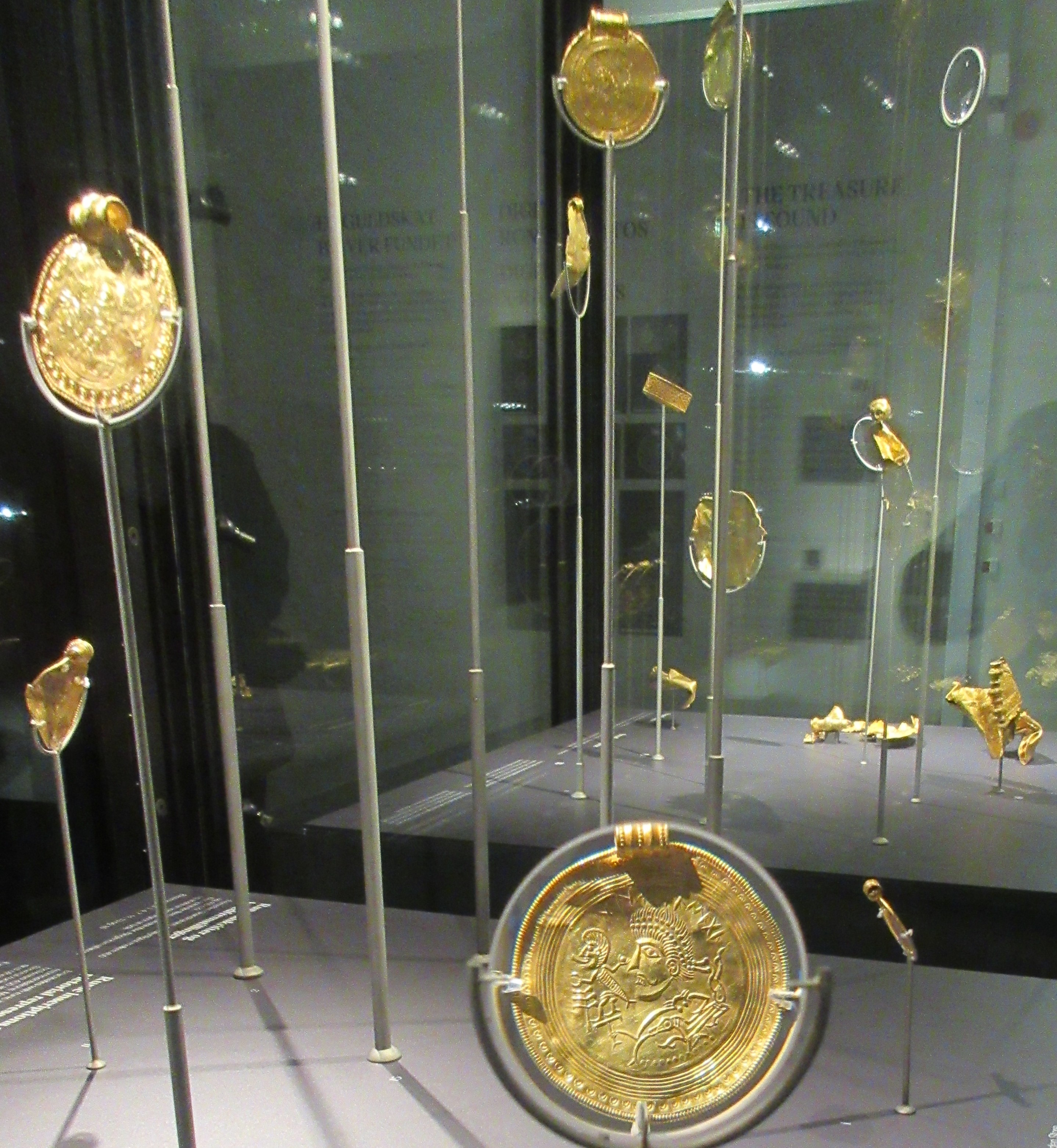
Ausstellung des Schatzes im Vejle Kunstmuseum (2022)

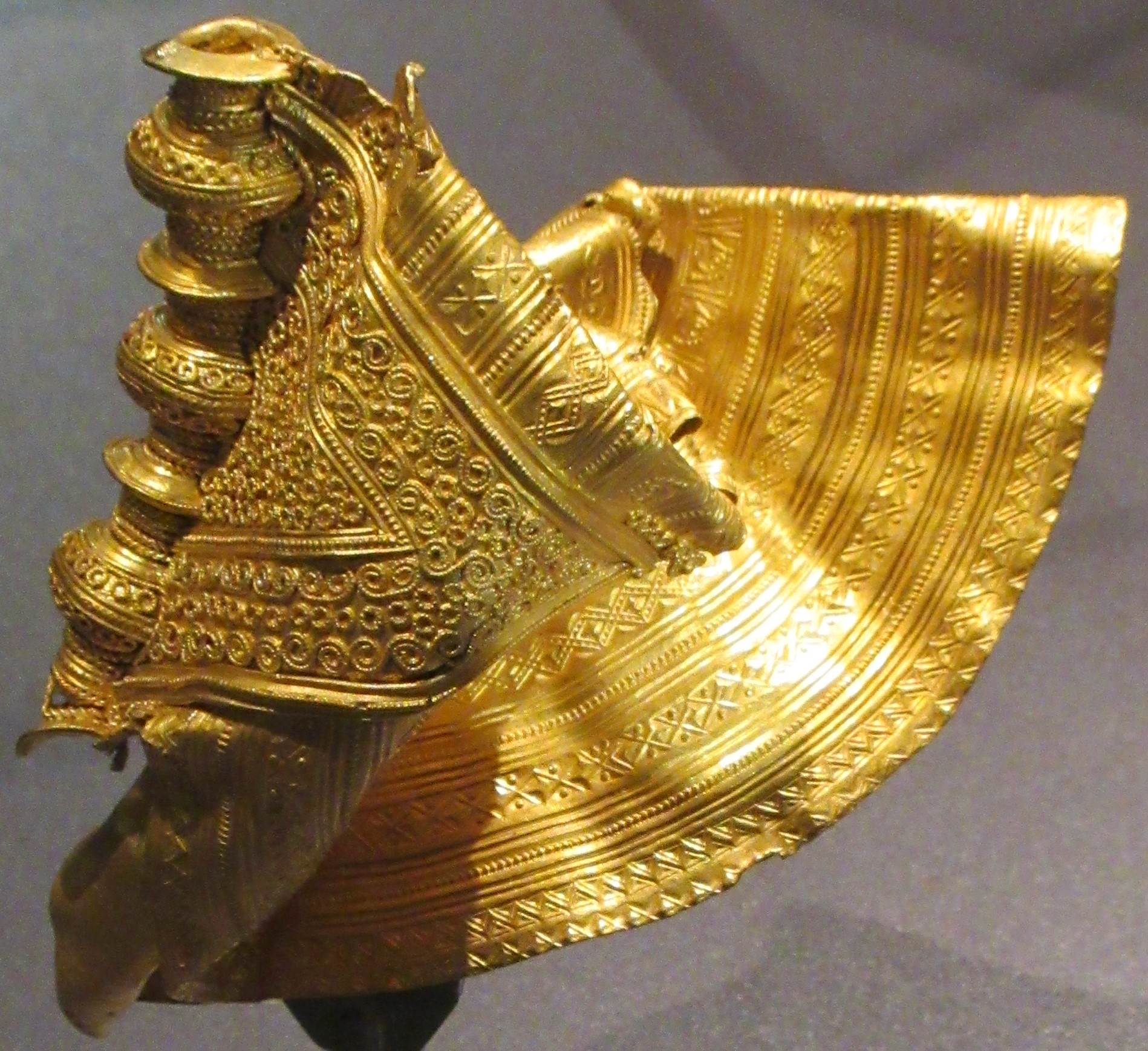
X10, der weltgrößte bekannte Goldbrakteat

Der Schatzfund von Vindelev (oder Goldfund von Jelling) wurde 2020 auf einem Feld in Vindelev in Dänemark, etwa acht Kilometer nordöstlich von Jelling im Osten der jütischen Halbinsel, gemacht. Der Schatz aus der Germanischen Eisenzeit besteht aus insgesamt 23 Fundstücken aus der Zeit der sogenannten Völkerwanderung zwischen dem 5. und 6. Jahrhundert. Dazu gehören vier römische Münzen, sechzehn einseitig aus Goldblech geprägte Medaillen, sogenannte Brakteaten, teils ungewöhnlicher Größe mit einem Durchmesser von fast 14 cm und der goldene Beschlag einer Schwertscheide. Bedeutung haben die Fundstücke nicht nur wegen ihrer Größe und der hohen Verarbeitungsqualität, sondern auch wegen der möglicherweise frühesten bekannten Erwähnung des nordischen Gottes Wodan/Odin.

## Fund
Der Schatz wurde im Dezember 2020 von dem Sondengänger Ole Ginnerup Schytz auf einem Feld in Vindelev, etwa acht Kilometer nordöstlich von Jelling im dänischen Jütland gefunden. Die Stücke lagen nur etwa zehn Zentimeter unter der Oberfläche, also in der Pflugschicht. Trotzdem befand sich der Großteil der Funde innerhalb zweier nur vier Meter voneinander entfernter Bereiche, so dass davon ausgegangen werden kann, dass sich der Fundort nahe bei dem Deponierungsort befand. Nur drei besonders große Goldscheiben waren durch Pflugeinwirkung weiter transportiert und dabei beschädigt worden. Ein Brakteat war in drei Teile gerissen worden (X12, X20 und X22), die im Abstand von 90 Metern voneinander aufgefunden wurden. Das Gesamtgewicht der geborgenen und gereinigten Objekte lag bei 794 Gramm. Das Ensemble ist von außerordentlicher archäologischer Bedeutung. Bisher wurden keine anderen untertassengroßen Goldscheiben wie die von Vindelev gefunden. Auch die handwerkliche Qualität der Schmuckstücke übertrifft die anderer Funde.
Bei einer Nachbegehung wurde im März 2021 in etwas Abstand zu den bisherigen Funden ein vergoldetes Beschlagteil gefunden, das dem Nydam-Stil zugeordnet wurde. Ausgrabungen am Ort des Fundes durch Archäologen des Vejlemuseums im Spätsommer 2021 brachten Tonscherben, einige Glasfragmente, Reste von silbernen Fibeln und etwa 840 Pfostenlöcher zu Tage, die mehreren Gebäuden zugeordnet werden können. Die Untersuchung der den Fundstücken anhaftenden Erde und der Pfostenlöcher mit der Radiokarbonmethode ergab, dass beide aus derselben Periode stammen. Daraus ließ sich entnehmen, dass der Schatz sich innerhalb eines in Nordwest-Südost-Richtung orientierten Langhauses befunden hatte, das von weiteren, kleineren Häusern umgeben war. Dabei handelte es sich nach Ansicht der Archäologen um einen Fürstensitz mit der Halle des Fürsten in der Mitte.

## Beschreibung
Der Schatz enthält insgesamt 23 Fundstücke, die in der Literatur mit X1 bis X23 bezeichnet werden. Neben vier römischen Münzen und sechzehn Goldbrakteaten teils ungewöhnlicher Größe mit einem Durchmesser von fast 14 cm wurde auch der goldene Beschlag einer Schwertscheide gefunden. Die Brakteaten wie auch die römischen Solidi sind jeweils mit einem Schmuckrand und teilweise prachtvoll verzierten Ösen versehen, sodass sie als Anhänger verwendet werden konnten.
Bei neun der Brakteaten handelt es sich um sogenannte A-Brakteaten, die eine oder seltener zwei männliche Büsten im Profil zeigen. Fünf Brakteaten (X4, X7, X11, X13 und X17) gehören zum C-Typ, bei dem neben oder unter der männlichen Büste ein Pferd und manchmal weitere Tiere oder Figuren abgebildet sind. Die meisten Brakteaten sind mit Runeninschriften versehen, die bislang jedoch nur zum Teil gedeutet werden konnten.

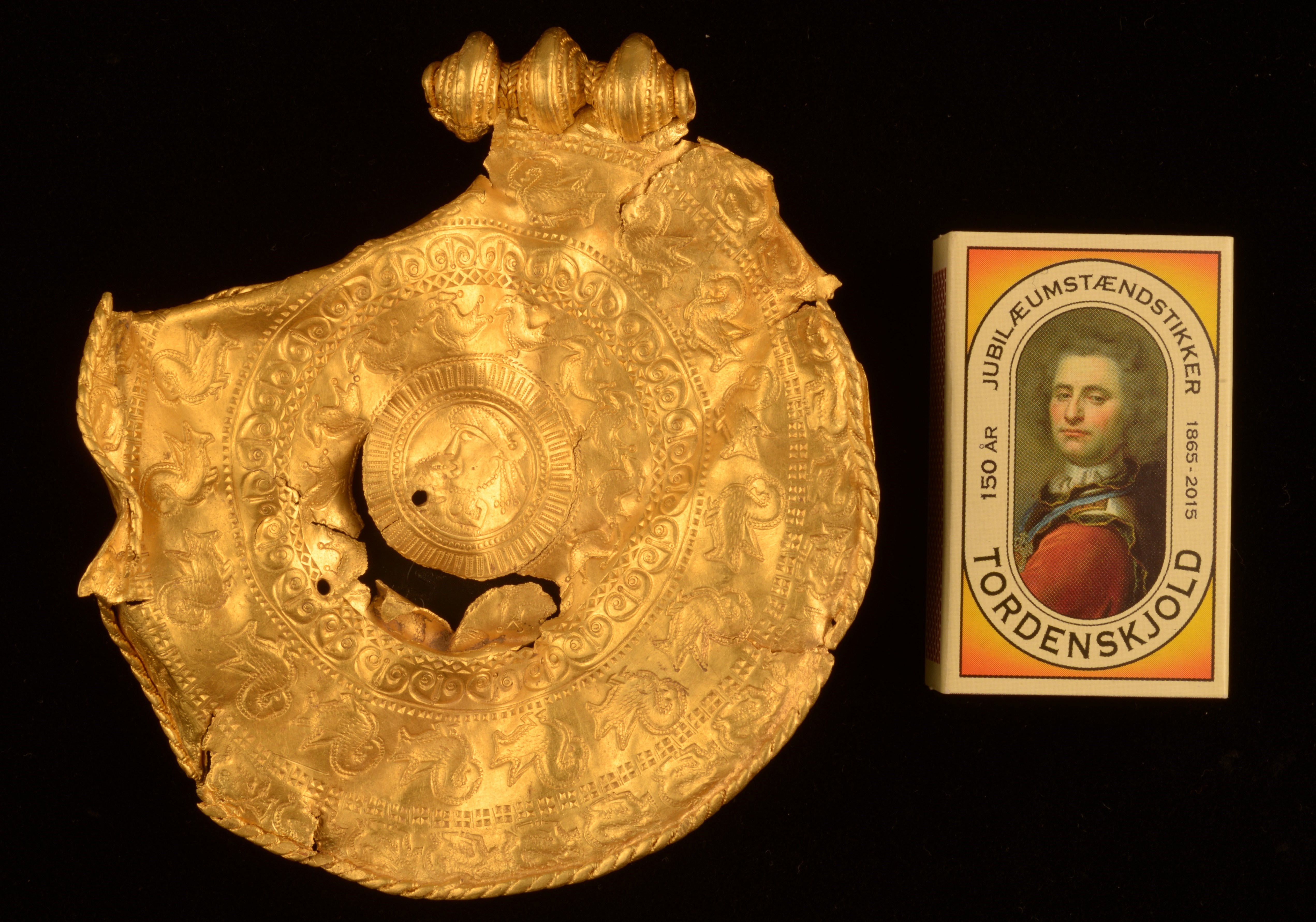
Brakteat X9, 10,3 cm groß, mit Streichholzschachtel als Größenvergleich; die beiden Löcher dienten zur Befestigung eines Beschlags zur Reparatur des schon zur Nutzungszeit entstandenen Risses.

Die Brakteaten sind außergewöhnlich groß. Zusammen wiegen die dreizehn Stücke 576 g, so viel wie hundert Brakteaten aus früheren Funden. X10 ist mit fast 14 cm Durchmesser der größte bekannte Brakteat und vier weitere der Vindelever Brakteaten, der Größe nach X17, X20, X9 und X19, gehören zu den zehn größten je gefundenen Exemplaren. Die Mittelbilder, die mit etwa 3 cm dieselben Durchmesser haben wie bisher bekannte Vergleichsstücke, sind von oft mehreren konzentrischen Reihen gestempelter, teilweise figürlicher Verzierungen umgeben. Auch die Ösen sind durchweg prächtiger und mit aufwändigerer Goldschmiedekunst hergestellt worden als bei fast allen anderen bisher aufgefundenen vergleichbaren Stücken. Fast an allen Brakteaten finden sich in der Mitte Zirkellöcher.
Die Beschädigungen einiger Fundstücke sind darauf zurückzuführen, dass Deponierungsort später gepflügt wurde, wobei die dicht unter der Oberfläche liegenden dünnen Goldscheiben zerdrückt wurde. Die größten Brakteaten waren dagegen vor der Deponierung aufgerollt oder gefaltet worden. Unfachmännische Reparaturen, teils mit aufgelöteten Flicken, teils mit genieteten Beschlägen, bei mehreren Brakteaten verweisen auf Beschädigungen bereits während der Nutzungszeit.
Um die Brakteaten nicht entfalten zu müssen, wurden sie im 3D-Imaging Center von Danmarks Tekniske Universitet mittels Computertomografie gescannt und mit Hilfe der damit gewonnenen Daten digital aufgefaltet und lesbar gemacht.

### Römische Münzen

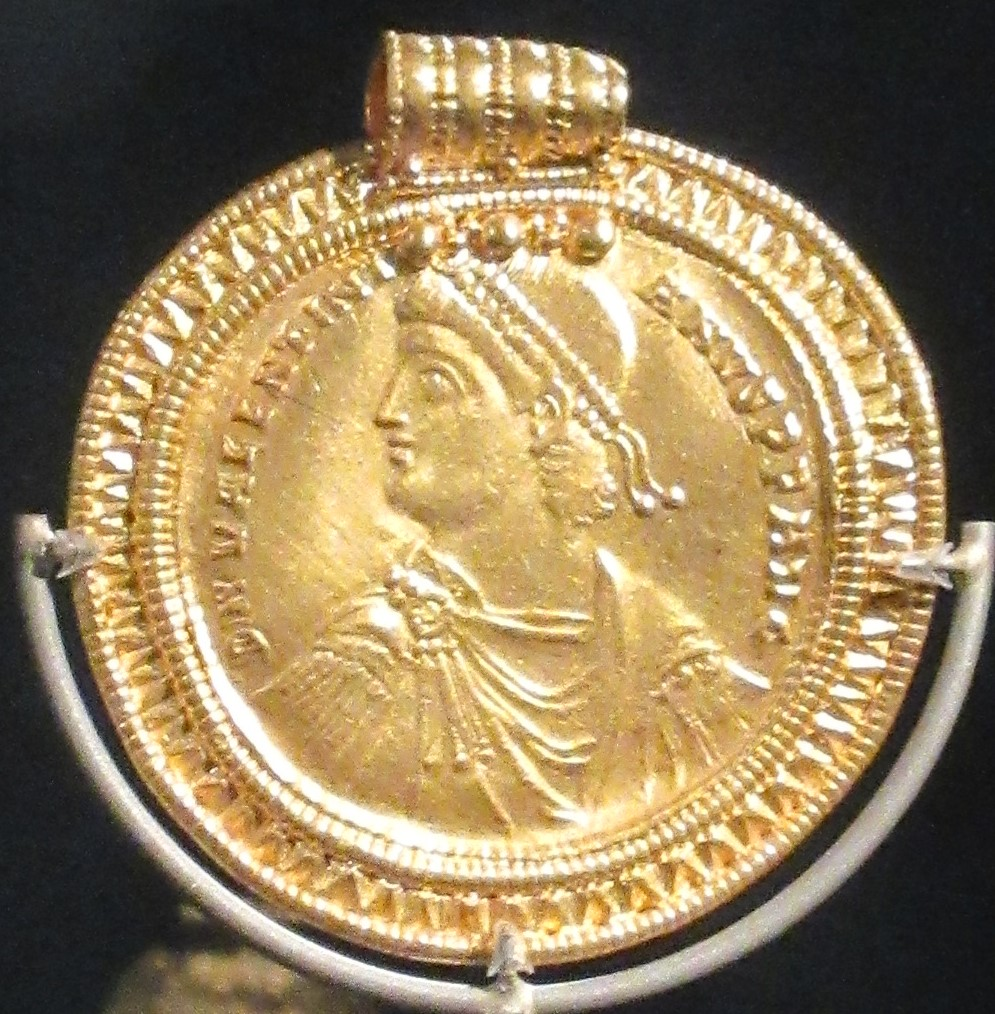
Zum Medaillon umgearbeiteter Solidus des Valentinian (X15)

Die vier römischen Münzen zeigen die Kaiser Konstantin I. (306–337, X5), Constans (337–350, X6), Valentinian I. (364–375, X15) und Gratian (375–384, X2). Besonders der Solidus des Constans ist stark abgegriffen, was für eine längere Nutzung der Münzen vor der Umarbeitung zu einem Medaillon spricht. Die Münzen von Konstantin, Constans und Gratian wurden in Trier geprägt, die des Valentinian in Thessaloniki. Alle vier Münzen wurden mit einem Schmuckrand eingefasst und mit Ösen versehen, um sie als Kettenanhänger tragen zu können. Eine Verwendung römischer Münzen als Anhänger ist auch aus anderen Funden bekannt wie etwa aus dem Schatzfund von Brangstrup mit insgesamt 48 römischen Goldmünzen, von denen mehrere durchbohrt worden waren und vermutlich als Halsschmuck dienten. Das Besondere an dem Schatz von Vindelev ist, dass erstmals in Skandinavien gleich mehrere kunstvoll zu einem Anhänger umgearbeitete römische Münzen enthalten waren. Zudem handelt es sich um den ersten Fund, bei dem zu Anhängern umgearbeitete römische Goldmünzen und Brakteaten am selben Ort gefunden wurden.
Die Archäologin Helle Horsnæs stellte 2024 fest, dass die Schmucköse des Valentinian-Solidus (X15) fast identisch ist mit der einer stempelidentischen, ebenfalls umgearbeiteten Münze des Valentinian, die zu einem in Zagorzyn bei Kalisz in Polen aufgefundenem Hort aus römischen Münzen, Schmuck und einigen Brakteaten gehört. Sie schloss daraus, dass beide Münzen in derselben, außerhalb des römischen Reichs liegenden Werkstatt zu Anhängern umgearbeitet wurden.

### Houaʀ-Brakteat
Das Mittelbild des Brakteaten X4 zeigt einen langhaarigen Mann mit einer an die römische Kaiserkrone erinnernden Tiara und Halsring, ein vierbeiniges Tier, vermutlich ein Pferd, mit einem halbkreisförmigen Geweih oder Gehörn und verzierten Bändern um Hals und Bauch, und einen Vogel mit gebogenem Schnabel. Diese Form von Brakteaten wird zur C2-Formularfamilie gezählt.
Am Rand zieht sich eine Inschrift im älteren Futhark in urnordischer Sprache entlang. Die Inschrift enthält möglicherweise einen frühen Beleg für die nordische Mythologie: Das Wort vor dem Pferdekopf wird von einigen Forschern als houaʀ (= der Hohe) oder auch houaz transkribiert. Die unterschiedliche Transkription liegt an der Lautverschiebung der Rune ᛉ von z zu einem /r/-Laut, der im Unterschied zu ᚱ, r, als Kapitälchen transkribiert wird. Die Deutung als „der Hohe“ bezieht sich möglicherweise auf Odin, der in späteren Jahrhunderten mit diesem Beinamen bezeichnet wurde. Das könnte die These von Karl Hauck unterstützen, dass die gekrönten Männer auf den Brakteaten Götter, vorzugsweise Odin, darstellen.
Die Runologin Lisbeth Imer und der Linguist Krister Vasshus deuten diese Runen dagegen als horaz, was Geliebter bedeutet und einen Menschen oder auch ein Pferd bezeichnen könne. Die gleichbedeutende Transkription horaʀ wurde schon 2001 für ein sehr ähnliches Exemplar aus einem Fund auf Fünen vorgeschlagen. Dieser bereits 1689 entdeckte Brakteat wird in der Forschung als IK 58 (oder DR BR42) bezeichnet und zeigt ein fast identisches Mittelbild und dieselben Runen.

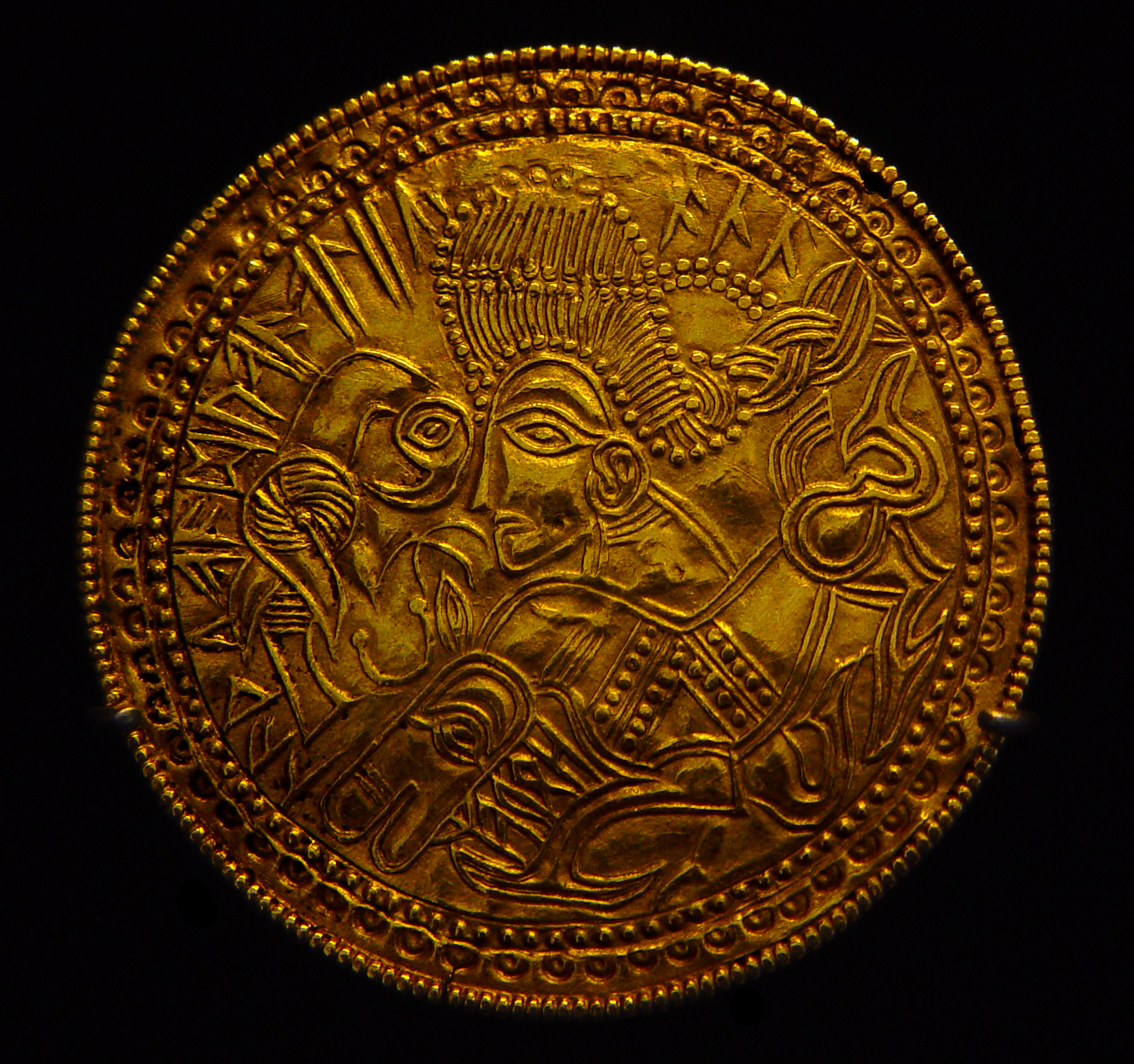
IK 58 (DR BR42), gefunden vor 1689 auf Fünen, ist ein Parallelstück zu X4

Zwei weitere Worte werden als das in Runentexten häufige Formelwort alu und laþu, „Einladung“ bzw. nach Hauck „Zitation“ im Sinne des Herbeirufens einer Gottheit, gelesen und verweisen möglicherweise auf ein Ritual. Die übrigen Runen ergeben keine sinnvollen Worte, möglicherweise handelt es sich um magische Wortgebilde.
Auch der verschollene Vadstena C-Brakteat und der mit ihm stempelidentische, in Mariedam gefundene Brakteat IK 377,2 haben dieselbe Bildkombination, wobei allerdings der Mariedambrakteat keinen Text enthält, während der vom Mittelbild durch einen Ring getrennte Runentext des Vadstenaer Brakteats nicht zu entschlüsseln ist und als Buchstaben- und Alphabetzauber angesehen wird.

### Wodan/Odin-Inschrift
Der dem C3-Typ zugeordnete Brakteat X13 zeigt neben dem im Profil dargestellten Kopf mit Tiara und langem Zopf eine Swastika und einen offenen Halsring. Unter dem Kopf ist ein Pferd abgebildet. Mit demselben Model wurde ein als IK 31 Bolbro (II)-C katalogisierter Brakteat aus einem 1852 in Bolbro am Stadtrand von Odense gefundenen Hort hergestellt, dessen Runeninschrift, die die Darstellung umgibt, jedoch unleserlich ist.

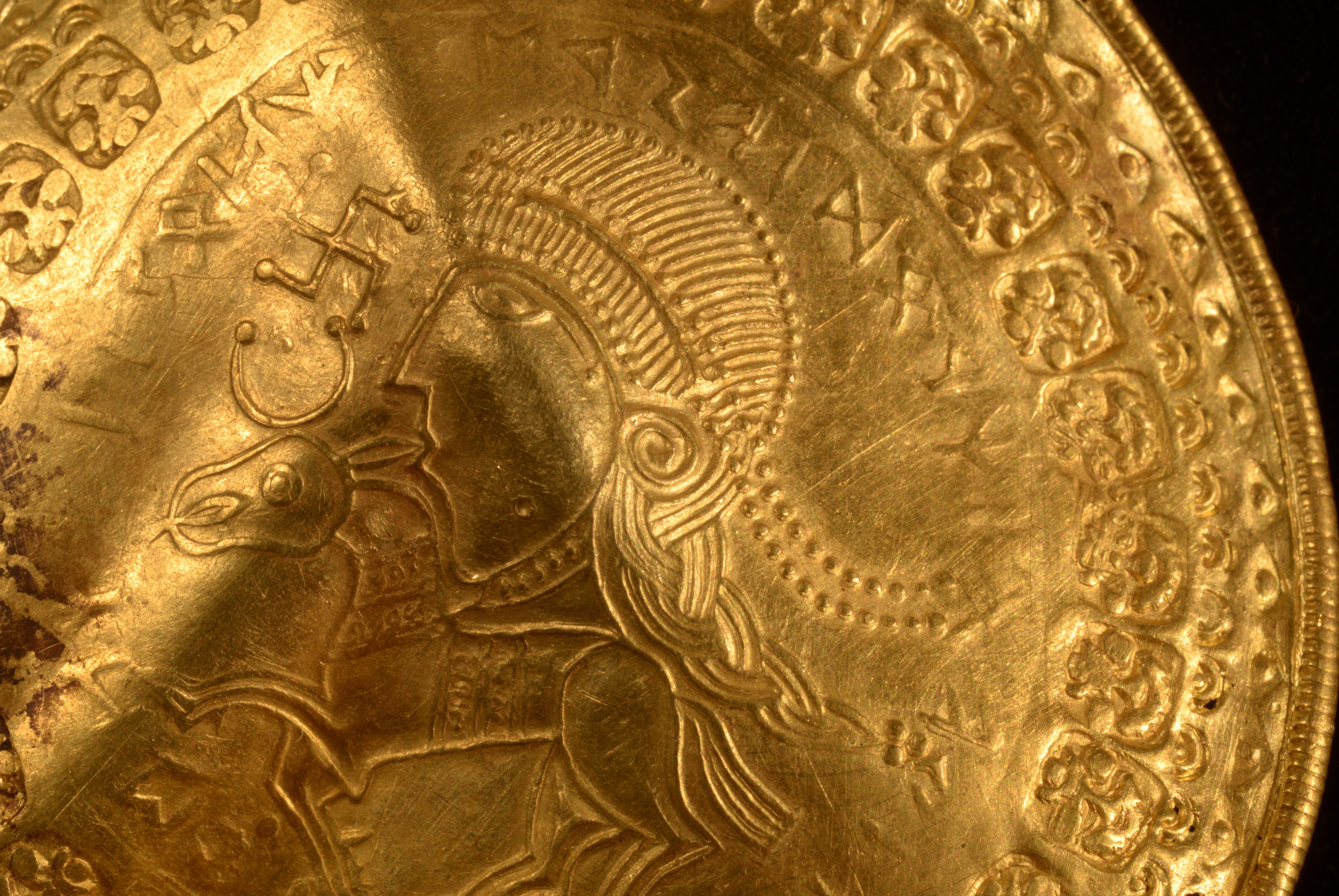
Detail von X13 mit Kopf, Pferd, Torques, Runeninschrift und Swastika

Imer und Vasshus entzifferten 2023 den Text. Demnach beginnt der urnordische Text mit dem Wort hostiōz, einem Lehnwort von Latein hostia, das als Opfertier zu deuten ist. Die folgenden Runensequenzen stehen im Zusammenhang mit der Jagd, wodurch die Darstellung als Jagdszene zu interpretieren wäre.
Den letzten Teil der Inschrift lesen Imer und Vasshus als iz Wōd[a]nas weraz = „Er ist Wodans/Odins Mann“. Dieses ist laut Imer die älteste Erwähnung des Gottes Wodan/Odin vor der auf das 6. Jahrhundert datierten Inschrift der Bügelfibel von Nordendorf I. Der Name des als „Wodans/Odins Mann“ Bezeichneten wird als „Jaga(z)“ gelesen. Darin sehen Imer und Vasshus einen Beleg, dass es sich bei den auf den Brakteaten Abgebildeten um Menschen und nicht um Götter handele. Diese Deutung widerspricht der von der Forschung weitgehend anerkannten Interpretation durch Hauck, der in der Darstellung von Mann und Pferd auf den C-Brakteaten die im Zweiten Merseburger Zauberspruch beschriebene Heilung des Balder-Fohlens durch Odin sah.

### Brakteaten mit Zwillingsköpfen
Die mit X10 bezeichnete Scheibe ist mit 123,7 g und einem Durchmesser von 13,8 cm der weltgrößte bisher gefundene Gold-Brakteat. Anhänger und Öse sind kunstvoll in Filigranarbeit gestaltet. Da die dünne Goldscheibe aufgerollt und zerdrückt ist, ist das Motiv in der Mitte, vermutlich zwei Männerköpfe, nicht vollständig erkennbar. In mehreren konzentrischen Reihen um die Mitte sind mit Stempeln aufgebrachte Ornamente und kleine Köpfe angeordnet.

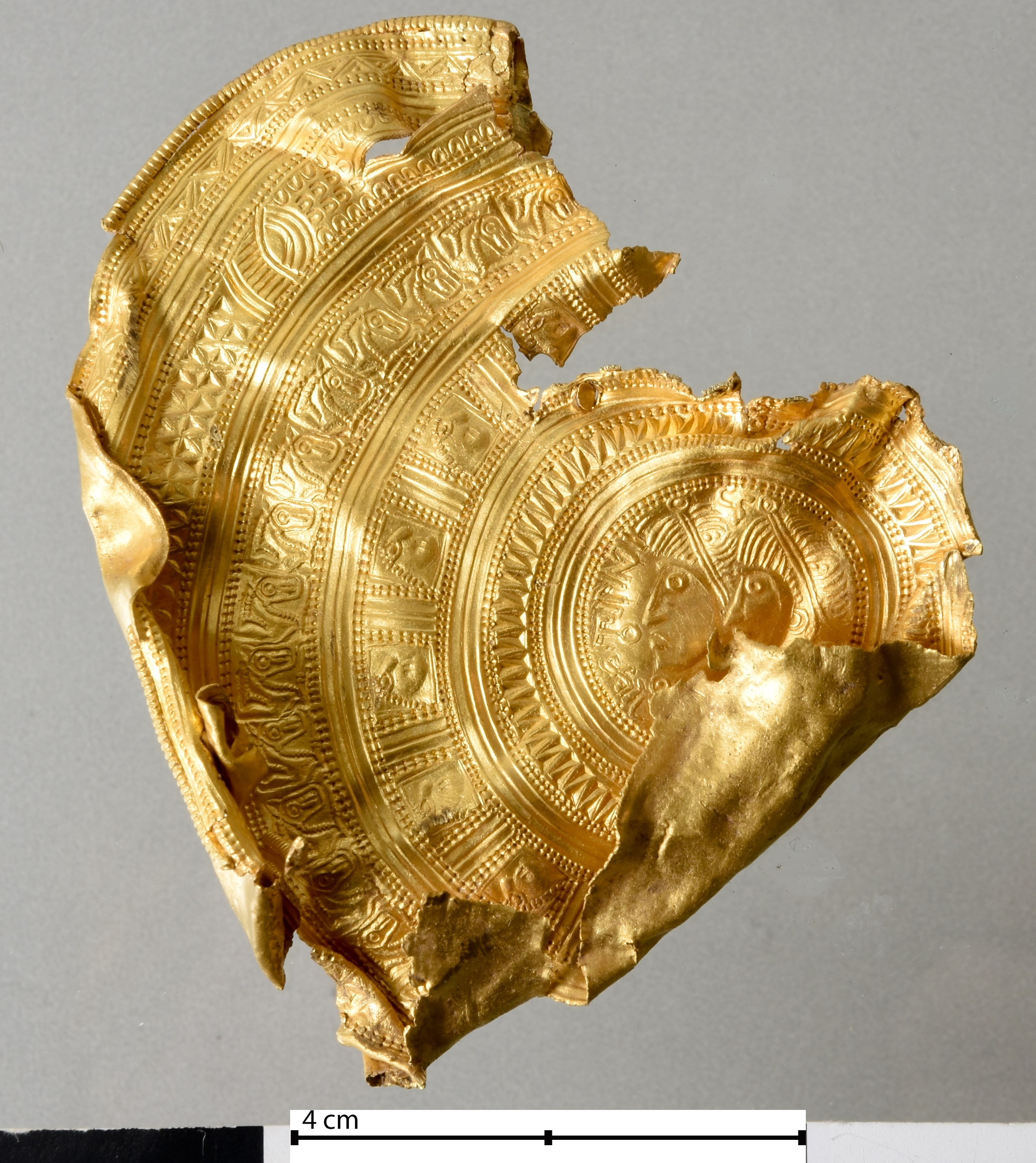
Brakteat X20

Ein ähnliches Motiv zeigt der in drei Stücke zerbrochene Brakteat X20 (+ X12 + X22), mit einem Durchmesser von 11,4 cm und einem Gesamtgewicht von 74,83 g ebenfalls von beeindruckender Größe. Das Mittelbild zeigt zwei identische, mit einer Tiara geschmückte Büsten im Profil, die in dieselbe Richtung blicken und mit von Fibeln auf einer Schulter zusammengehaltenen Umhängen bekleidet sind. Zwischen den Köpfen schwebt eine Triskele. Auch bei X20 ist die Mitte von mehreren konzentrischen Reihen gestempelter Ornamente umgeben, darunter eine Reihe Pferdeköpfe und eine Schlange.
Ähnliche Brakteaten mit Zwillingsköpfen und Triskele sind aus Gudme bekannt, wo sie auf das 5. Jahrhundert datiert werden. Sie werden in der Forschung als A4-Brakteaten klassifiziert. Ob es sich dabei um Zwillingsgottheiten oder um königliche Brüder handelt, wie sie antike und frühmittelalterliche Schriftsteller für verschiedene germanische Völker erwähnen, ist in der Forschung noch nicht geklärt. Die Pferdeköpfe auf X20 könnten auf Pferdegottheiten wie die Dioskuren hinweisen.

### Weitere A-Brakteaten
Auf X9, einem A-Brakteat, scheint der gekrönte Mann ein Kettenhemd zu tragen. In der einen Hand hält er eine Weltkugel und in der anderen ein mit Perlen verziertes Trinkhorn. Dabei handelt es sich um die erste bekannte Darstellung eines Trinkhorns auf einem Brakteaten in Skandinavien. Umgeben ist diese Darstellung im Mittelfeld des Brakteaten von mehreren Reihen gestempelter Ornamente, darunter zwei Reihen mit stilisierten Vogeldarstellungen und eine mit einem vierbeinigen Tier. Dieser sehr große Brakteat ist stark abgegriffen und wurde vor der Deponierung repariert; der Beschlag, der bei der neuzeitlichen Beschädigung des Medaillons durch Pflugeinwirkung abgerissen wurde, wurde ebenfalls aufgefunden.
Auch X1 und die beiden stempelidentischen Brakteaten X3 und X14 zeigen den Gekrönten in ungewöhnlicher Kleidung. Die Person auf X1 trägt das bestickte Gewand eines Consuls und hält eine Erdkugel als Herrschersymbol in der Hand. Hier ist die Ähnlichkeit zur Darstellung römischer Herrscher besonders auffällig. Bei X3 und X14 könnte die Kleidung eine Rüstung darstellen. In der rechten Hand hält die Figur jeweils einen Knotenring und in der linken eine Weltkugel. Die aus mehreren Reihen gestempelter Motive bestehende Randverzierung von X14 zeigt unter anderem eine Reihe Maskenköpfe und eine Reihe Schwimmvögel, vermutlich Enten.
Die auf dem mit einem besonders kunstvollen Rahmen gestalteten Brakteaten X19 abgebildete Person trägt einen auf einer Schulter befestigten Umhang. Zwar hält sie ein Zepter in der einen Hand, doch die zum Himmel erhobenen Hände sind untypisch für Herrscher- oder Götterdarstellungen.

### Weitere C-Brakteaten
X7 zeigt einen Mann mit römischem Kaiserdiadem und einem offenen, an einen Torque erinnernden Halsring und gezwirbeltem Schnurrbart. Seine eine Hand liegt auf dem Rücken eines Pferdes mit Schlangenzunge, während er in der anderen Hand eine Art Zepter hält, auf dem wie auf einem Podest eine Kriegerfigur mit einem fischartigen Torso steht, die in einer Hand einen offenen Ring trägt, der als Torque oder auch als Lorbeerkranz gedeutet werden kann, und in der anderen eine Kugel, die vermutlich als eine dem Reichsapfel entsprechende Herrschaftsinsignie anzusehen ist. Bei dem stilisierten Baum neben der Kriegerfigur ließe sich an den Weltenbaum Yggdrasil denken, der jedoch erst mehrere Jahrhunderte später in schriftlichen Quellen erscheint. Die Runeninschrift konnte bisher nicht gedeutet werden. Ein Brakteat (IK 691) mit ähnlicher Darstellung wurde in Kristianslund im Skovby Sogn auf Fünen gefunden.

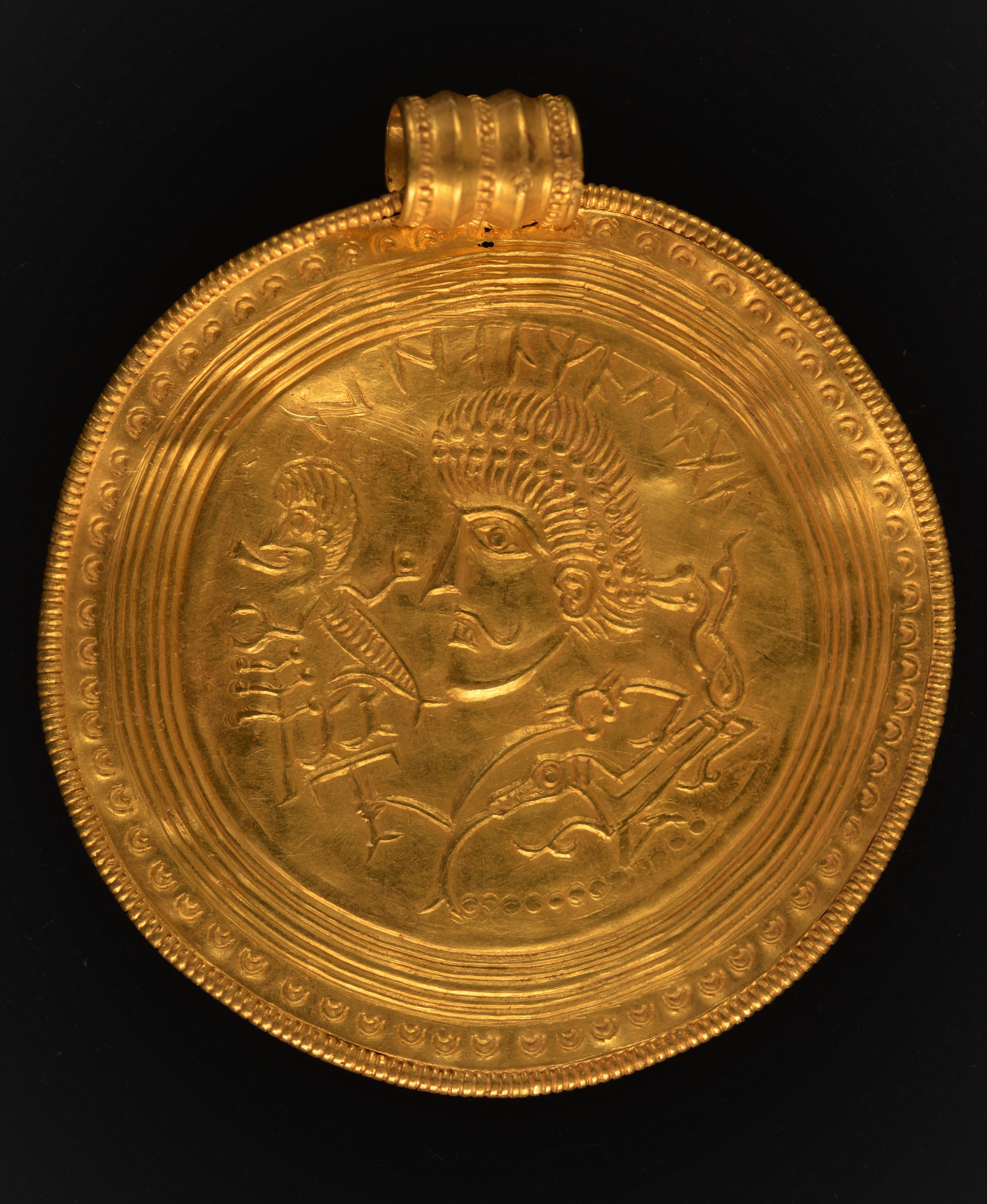
Brakteat X7

Die beiden übrigen C-Brakteaten ähneln motivisch den oben beschriebenen X4 und X13. Das Gesicht auf X11 blickt anders als bei den anderen Brakteaten nach rechts. Die Runeninschrift ist durch ein Band von der figürlichen Darstellung getrennt. Wie bei X13 mit der Odin-Inschrift wurde auch von X11 ein stempelidentisches Stück bei Bolbro bei Odense gefunden. Der ähnlich gestaltete X17 ist mit einem Durchmesser von 11,8 cm der zweitgrößte Brakteat des Vindelevhortes und der drittgrößte jemals gefundene und wurde vor der Deponierung gefaltet.

### Weitere Funde
Das etwa sechs Zentimeter breite Mundstück einer Schwertscheide (X18) ist unbeschädigt. Es ist ebenso handwerklich hochrangig wie die übrigen Fundstücke. Morten Axboe datiert es als jüngstes Stück des Schatzes auf den Beginn des 6. Jahrhunderts. In dem filigranen Flechtmuster verbergen sich nach seiner Ansicht Tierköpfe.

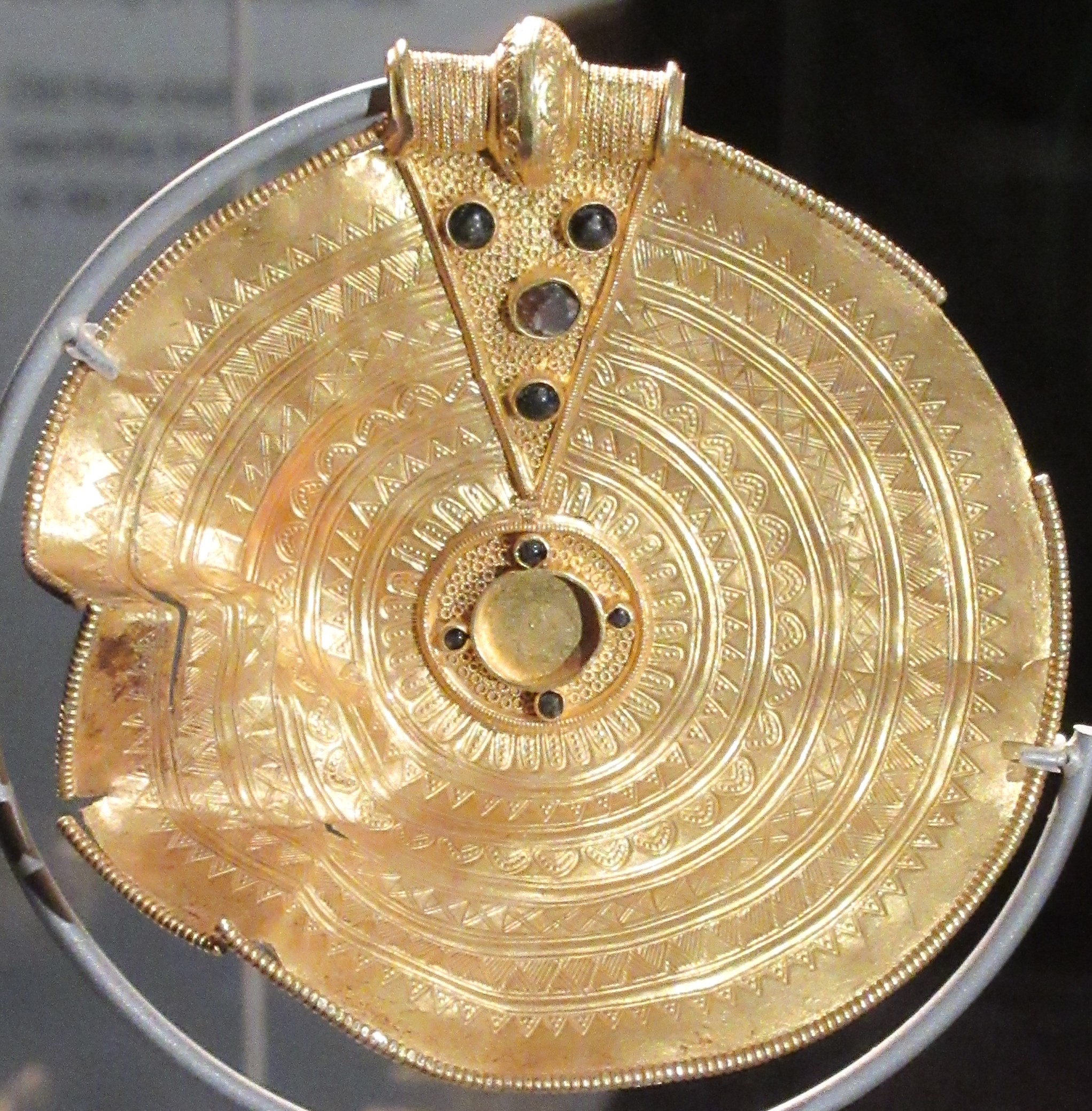
Goldmedaillon X8 mit Glaseinlage

Ein besonders großes Medaillon (X8) enthält kein Bild in der Mitte, sondern eine Fassung, deren Einlage aber fehlt. Es ist mit farbigen Glaseinlagen in der Mitte und am dreieckigen, bis fast zum Mittelfeld reichenden Anhänger besetzt. Das Medaillon ist am Rand durch Pflugeinwirkung beschädigt.
Die beiden Objekte X21 und X23 sind kleine Bruchstücke, die nicht zugeordnet werden können.

## Historische Einordnung

### Datierung und Deponierung
Der Archäologe Morten Axboe bezeichnet den Fund als gleichwertig mit dem der Goldhörner von Gallehus. Er datiert die Herstellungszeit der Brakteaten des Vindelever Funds auf die zweite Hälfte des 5. Jahrhunderts, also in die Mitte der sogenannten Völkerwanderungszeit. Damit seien sie älter als vergleichbare Brakteaten aus anderen Goldfunden.
Es ist unbekannt, warum das Gold vergraben wurde. Der Fundort innerhalb eines Langhauses, das als Fürstensitz angenommen wird, deutet auf ein Versteck während kriegerischer Auseinandersetzungen hin. Die symmetrische Faltung mehrerer großer Brakteaten vor dem Vergraben spricht allerdings für eine rituelle Deponierung. Neben dem Schatz von Vindelev sind weitere, in einen vergleichbaren Zeitraum datierte Hortfunde bekannt wie beispielsweise die Brakteaten von Nebenstedt oder der 2016 bei Horsens gefundene Goldschatz von Hjarnø. Eine von Morten Axboe und anderen vertretene Theorie führt die Häufung von Hortfunden im 6. Jahrhundert auf die Klimaanomalie 536–550 zurück, als Vulkanausbrüche um 536 zu einem starken Absinken der Temperaturen und in der Folge zu Missernten, Hungersnöten und Seuchenausbrüchen geführt hatten. Diese plötzlich eingetretene, mehrjährige Kälteperiode, der ein großer Teil der skandinavischen Bevölkerung zum Opfer fiel, wird wiederum mit dem mythologischen Fimbulwinter, dem Beginn von Ragnarök, dem Untergang der Götter, in Zusammenhang gebracht. Es wird unter anderem deshalb angenommen, dass die Menschen in dieser Zeit den Göttern vermehrt für besseres Wetter opferten.

### Fundort
Der Fundort liegt etwa 300 Meter südöstlich der im 12. Jahrhundert errichteten romanischen Feldsteinkirche von Vindelev. Die Endung -lev = „Erbe/Erbgut“ des Ortsnamens spricht für eine Gründung des Orts im 4. oder 5. Jahrhundert. Der Namensbestandteil vinde- könnte von einem Personennamen Vindi stammen. Möglicherweise weist er auch auf einen gewundenen Bach oder Weg hin. Damit könnte entweder das am Fundort vorbeifließende Bächlein gemeint sein oder der zwischen Feuchtgebieten hindurchführende Weg nach Jelling, der über die Erhöhung verläuft, auf der auch die im 12. Jahrhundert errichtete Kirche steht.
Etwa 500 Meter vom Fundort entfernt befand sich ein bereits zu Beginn des 20. Jahrhunderts übergepflügter Grabhügel, aus dem im Jahr 1861 Fragmente von Urnen mit Resten verbrannter Knochen und ein Knochenkamm geborgen worden waren.
Da der Fundort nur acht Kilometer von Jelling entfernt ist, das im 10. Jahrhundert Grablege von Gorm und Königsresidenz seines Sohnes Harald Blauzahn war, liegt laut Mads Kähler Holst die Vermutung nahe, dass es in dieser Gegend schon zuvor einen Herrschersitz gegeben hat.

### Sozialer Kontext
Die Größe und Qualität der Fundstücke sprechen dafür, dass es sich bei dem Besitzer um eine sehr hochrangige Person handelte. Die Menge des Goldes verweist laut Mads Ravn auf „einen sehr mächtigen, aber bisher unbekannten Sippenführer“. Die Ähnlichkeit zu in Gudme gefundenen Parallelstücken lasse zudem den Schluss zu, dass zumindest einige der Brakteaten auf Fünen hergestellt worden und durch Schenkung oder Tausch nach Vindelev gelangt seien. Dies wiederum lasse eine „enge Verbindung – vielleicht ein Bündnis – zwischen den Clanchefs der beiden Machtzentren“ vermuten.
Helle Horsnæs, die die vier römischen Solidi untersuchte, sieht die Existenz eines im Süden des heutigen Polens aufgefundenen Parallelstücks zu X15 als Indiz, dass die aus römischen Goldmünzen hergestellten Anhänger auf ihrem Weg nach Vindelev mehrfach den Besitzer wechselten. Im Römischen Reich dienten derartige Medaillons als Ehrengeschenke an verdiente Politiker und Militärangehörige. Horsnæs vermutet, „dass die Medaillons höchstwahrscheinlich als Brautzahlungen / Geschenke in einem Netzwerk wichtiger Persönlichkeiten im nicht-römischen Teil Europas fungierten“. Ihrer Meinung nach war der Besitzer der Solidi und Brakteaten nicht nur ein lokaler Anführer, sondern Teil einer kulturell und politisch vernetzten „kontinentalen Elite“.

## Kulturelle Einordnung
Auffällig beim Vindelev-Schatz ist neben der Größe und der kunstfertigen Verzierung, dass hier die A-Brakteaten in der Mehrzahl sind, während bei den bisherigen Funden der Typ C am häufigsten ist. Brakteaten vom Typ D, auf denen mehrere Tiere, aber keine menschlichen Personen abgebildet sind, fehlen ganz, obwohl sie ansonsten in Jütland weit verbreitet sind. Kent Otte Laursen vom Vejlemuseum sieht hier einen Hinweis auf die frühe Datierung des Vindelev-Schatzes, da der D-Typ als jüngster Brakteaten-Stil angesehen wird. Mit Brakteaten besonders des A-Typs, mit der Darstellung eines gekrönten Kopfes im Profil, sollten offensichtlich römische Münzen nachgebildet werden. Wie auch bei anderen, früher gefundenen Brakteaten handelt es sich bei den Runeninschriften teilweise um reine Imitationen der Schriftzeichen auf den römischen Münzen, teilweise können die Inschriften als Zaubersprüche oder Verweise auf die germanische Mythologie gedeutet werden. Damit ist eine Nutzung als zauberkräftige Amulette vorstellbar.
Nachdem die Forschung bisher der Annahme von Hauck folgte, dass auf den Brakteaten Götter abgebildet sind, stellen Imer und Vasshus anhand der Interpretation der Inschrift iz Wōd[a]nas weraz = „Er ist Wodans/Odins Mann“ auf X13 die These auf, dass die Köpfe auf den Brakteaten Häuptlinge oder Könige darstellen.
Ähnlichkeiten mit vergleichbaren Funden legen kulturelle und politische Verbindungen in andere Teile Dänemarks, besonders nach Fünen, und nach Schonen nahe. Teilweise existieren sogar stempelidentische Gegenstücke der Vindelever Brakteaten. Die Runologin Lisbeth Imer vermutet, dass diese Art von Schmuckstücken an Bündnispartner verschenkt wurde und mit dem Tragen ähnlicher Medaillons eine Allianz ausgedrückt wurde. Ein Schriftbeleg für diese These finde sich bei Saxo Grammaticus, der über den sagenhaften König Frode berichtet, dass dieser eine Goldkette mit Medaillons mit Königsbildern besessen habe, die er als Belohnung für treue Dienste vergeben habe. Laut Horsnæs könnte diese Sitte zusammen mit den zu Schmuckanhängern umgearbeiteten Solidi von den Römern übernommen sein.

## Ausstellung
2022 war der Schatz in der Ausstellung Magt og guld - Vikinger i øst im Kulturmuseum Vejle ausgestellt und bis Februar 2024 im Dänischen Nationalmuseum in Kopenhagen. Ab Nai 2025 ist er in der Dauerausstellung im nur wenige Kilometer von der Fundstelle entfernten Museum Kongernes Jelling zu sehen.